# Саф'янівська сільська рада
Саф'янівська сільська́ ра́да — орган місцевого самоврядування Саф'янівської сільської громади в Ізмаїльському районі Одеської області. Сільська рада утворена в 1945 році.

## Склад ради
Рада складається з 26 депутатів та голови.
- Голова ради:
- Секретар ради:

### Керівний склад попередніх скликань
| Прізвище, ім'я, по батькові | Основні відомості                                    | Дата обрання | Дата звільнення |
| --------------------------- | ---------------------------------------------------- | ------------ | --------------- |
| Клименко Ольга Андріївна    | Сільський голова, 1967 року народження, позапартійна | 26.03.2006   | 31.10.2010      |

Примітка: таблиця складена за даними сайту Верховної Ради України

### Депутати
За результатами місцевих виборів 2010 року депутатами ради стали:

#### За суб'єктами висування
| Суб'єкт висування | Кількість обраних депутатів | %    |
| ----------------- | --------------------------- | ---- |
| Самовисування     | 22                          | 73,3 |
| Народна партія    | 8                           | 26,7 |

#### За округами
| № округу       | Прізвище, ім'я, по батькові         | Дата визнання обраним | Освіта             | Партійна приналежність                        | Відомості про обраного депутата                                           |
| -------------- | ----------------------------------- | --------------------- | ------------------ | --------------------------------------------- | ------------------------------------------------------------------------- |
| Народна Партія |                                     |                       |                    |                                               |                                                                           |
| 11             | Терзі Сергій Матвійович             | 05.11.2010            | середня            | член Народної партії                          | СК Чапаєва, водій                                                         |
| 12             | Сінченко Олександр Васильович       | 05.11.2010            | вища               | член Народної партії                          | ООО «Алмі», торговий агент                                                |
| 18             | Козаревський Анатолій Дмитрович     | 05.11.2010            | середня            | член Народної партії                          | СК «Чапаєва», головний енергетик                                          |
| 20             | Лящук Ілля Дмитрович                | 05.11.2010            | середня            | член Народної партії                          | СК Чапаєва, бригадир тракт. бригади                                       |
| 24             | Гудь Борис Прокопович               | 05.11.2010            | середня            | член Народної партії                          | СК Чапаєва, головний інженер                                              |
| 27             | Пасенчук Василь Архипович           | 05.11.2010            | середня спеціальна | член Народної партії                          | СК Чапаєва, головний агроном                                              |
| 29             | Потульська Зінаїда Павлівна         | 05.11.2010            | середня спеціальна | член Народної партії                          | СК Чапаєва, секретар                                                      |
| 30             | Бойченко Іван Тимофійович           | 05.11.2010            | середня            | член Народної партії                          | СК Чапаєва, слюсар                                                        |
| Самовисування  |                                     |                       |                    |                                               |                                                                           |
| 1              | Кириленко Тетяна Матвіївна          | 05.11.2010            | середня            | позапартійна                                  | Саф'янська сільська рада, головний бухгалтер                              |
| 2              | Котляренко Альона Вікторівна        | 05.11.2010            | вища               | позапартійна                                  | Саф'янська загальноосвітня школа, вчитель                                 |
| 3              | Недашківська Надія Андріївна        | 05.11.2010            | вища               | позапартійна                                  | Саф'янська загальноосвітня школа, вчитель                                 |
| 4              | Литвиненко Анатолій Семенович       | 05.11.2010            | середня            | член Всеукраїнського об'єднання «Батьківщина» | пенсіонер                                                                 |
| 5              | Дяченко Катерина Миколаївна         | 05.11.2010            | вища               | позапартійна                                  | Саф'янська сільська рада, землевпорядник                                  |
| 6              | Кузьменко Світлана Борисівна        | 05.11.2010            | вища               | позапартійна                                  | Саф'янська загальноосвітня школа, вчитель                                 |
| 7              | Бєлова Майя Олексіївна              | 05.11.2010            | вища               | позапартійна                                  | Саф'янська загальноосвітня школа, вчитель                                 |
| 8              | Клименко Євген Аскольдович          | 05.11.2010            | вища               | позапартійний                                 | Саф'янська загальноосвітня школа, вчитель                                 |
| 9              | Бурковський Олександр Володимирович | 05.11.2010            | середня            | позапартійний                                 | ТОВ «Авангард», водій                                                     |
| 10             | Бойченко Любов Дмитрівна            | 05.11.2010            | середня спеціальна | позапартійна                                  | «Ізмаїлснабсервіс», головний бухгалтер                                    |
| 13             | Герасимов Сергій Олександрович      | 05.11.2010            | вища               | позапартійний                                 | Саф'янська загальноосвітня школа, зам. директора з тех. безпеки           |
| 14             | Сердюченко Юрій Анатолійович        | 05.11.2010            | вища               | позапартійний                                 | ПП «Фортуна», провідний спеціаліст відділу з продажу                      |
| 15             | Кириленко Сергій Семенович          | 05.11.2010            | середня            | член Партії регіонів                          | Саф'янська сільська амбулаторія, водій                                    |
| 16             | Гудь Едуард Дмитрович               | 05.11.2010            | вища               | позапартійний                                 | Саф'янська загальноосвітня школа, вчитель                                 |
| 17             | Федерка Володимир Федорович         | 05.11.2010            | середня спеціальна | позапартійний                                 | СК «Чапаєва», слюсар                                                      |
| 19             | Федерко Валентина Йосипівна         | 05.11.2010            | середня            | позапартійна                                  | «Ізмаїлснабсервіс», завідувач складом                                     |
| 21             | Корнєва Марія Михайлівна            | 05.11.2010            | середня            | позапартійна                                  | Саф'янська загальноосвітня школа, кухар                                   |
| 22             | Орновецька Майя Федорівна           | 05.11.2010            | вища               | позапартійна                                  | Саф'янська загальноосвітня школа, вчитель                                 |
| 23             | Матенко Василь Діонисович           | 05.11.2010            | середня            | позапартійний                                 | Саф'янська загальноосвітня школа, завгосп                                 |
| 25             | Осика Олександр Сергійович          | 05.11.2010            | вища               | позапартійний                                 | ПП «ІзмаїлСервісЕлектро», інженер- електрик                               |
| 26             | Сердюченко В'ячеслав Анатолійович   | 05.11.2010            | вища               | позапартійний                                 | ВАТПБК «Славитич», провідний спеціаліст відділу продаж південного регіону |
| 28             | Харченко Ольга Федорівна            | 05.11.2010            | вища               | позапартійна                                  | сільська рада, секретар                                                   |